# Ferraille
Pour les articles homonymes, voir Ferraille (homonymie).

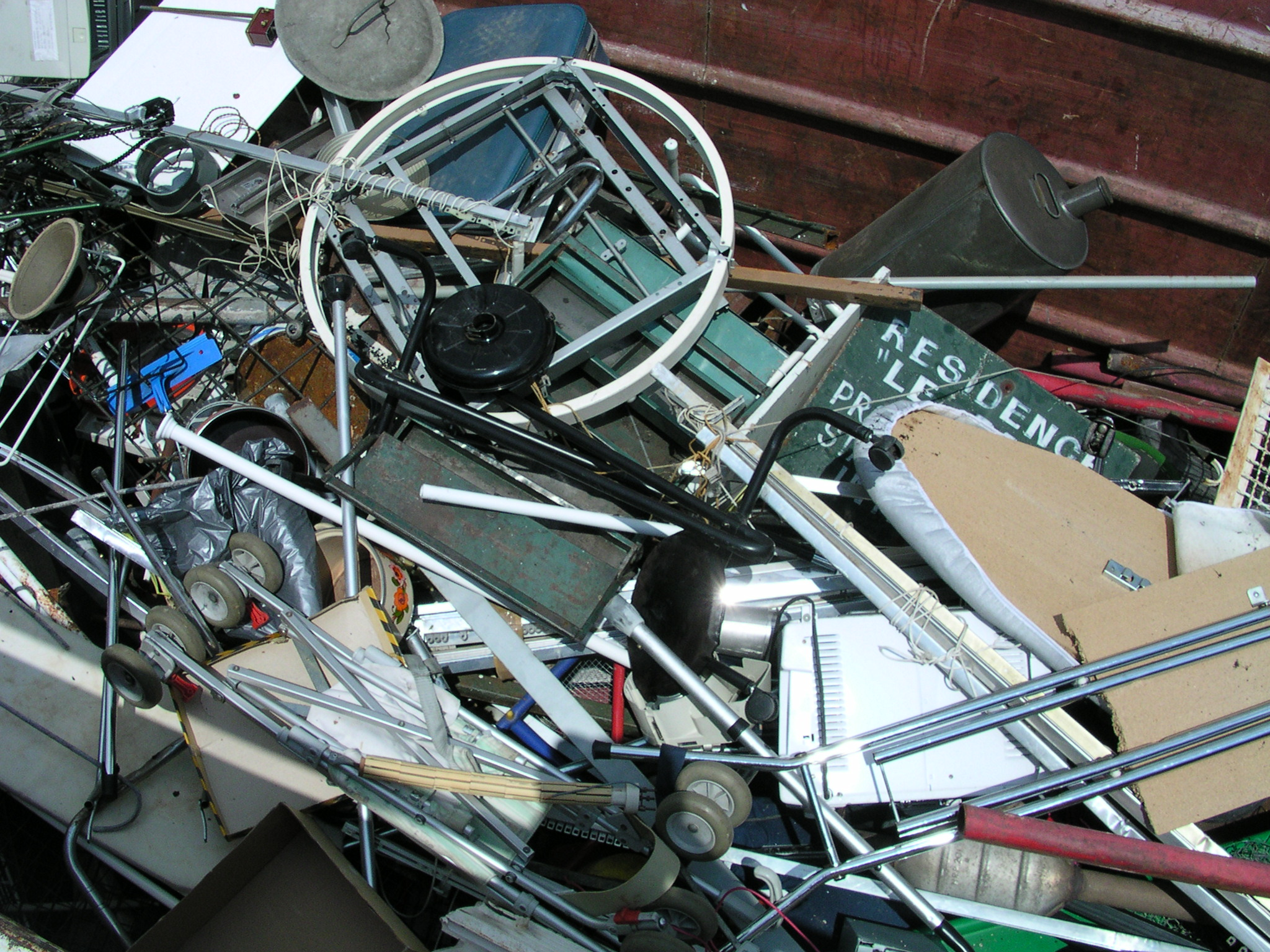
Ferraille de récupération avant broyage

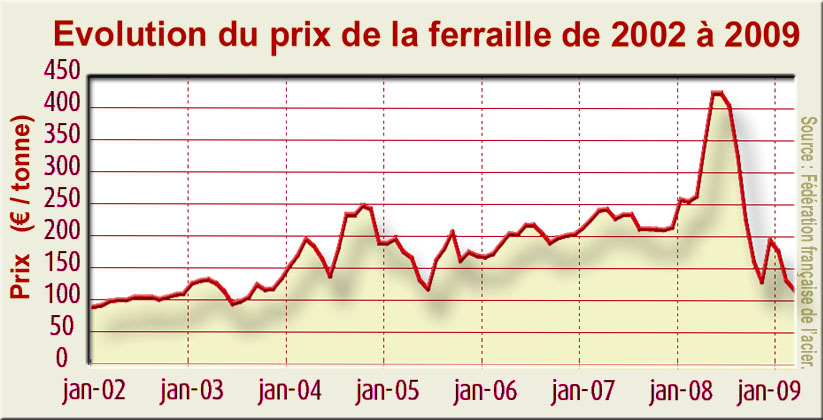
Le cours des métaux varie selon l'offre et la demande, et selon la spéculation et les crises. En 2007, la forte demande chinoise en acier a fait grimper les prix

Schéma simplifié de l'approvisionnement de la sidérurgie mondiale en millions de tonnes de fer contenu, en 2012. Le recyclage des ferrailles compte pour 1/3 du fer consommé par les aciéries.

On désigne par ferraille (issu de fer) ou déchets de métaux ferreux les débris de pièces de fer, de fonte ou d'acier (les autres métaux sont dits non ferreux). Un ferrailleur est un marchand de ferraille et divers alliages.

## Présentation

### Origine
Les déchets de ferraille sont généralement identifiables, récupérables et recyclables.
Les chutes de fer sont composées de plus de 90 % de fer et sont divisées en trois grandes catégories :
1. les chutes propres (de la sidérurgie) qui sont presque toutes recyclées au sein de l'usine qui les a produites. Ce type de ferraille nécessite peu de traitement, la composition étant déjà connue, et peut en principe directement être refondu.
2. les chutes des usines (de transformation). Cette ferraille est souvent contaminée et demande des traitements plus complexes.
3. la ferraille de récupération provenant des objets mis au rebut ou destinés à l'abandon (épaves automobiles, électroménager, boîtes métalliques…). Les objets métalliques ayant une durée de vie souvent supérieure à 10 ans, il y a accumulation de cette ferraille.

### Classification de la ferraille
La ferraille peut se trouver sous de nombreuses formes qui influencent le type de traitement de recyclage, de stockage, et les dangers encourus. De ce fait, les ferrailles sont classées d'après des normes définies préalablement pour optimiser le traitement et utiliser les bons moyens de protections. Aujourd'hui, pour des raisons pratiques, il est habituel de classer la ferraille selon trois critères et, sur cette base, de calculer son utilité pour un traitement ultérieur et une élimination. Cette liste comprend: la ferraille non ferreuse - cuivre, plomb, zinc, duralumin, étain, aluminium; métal précieux - platine, or, argent; métal ferreux - acier inoxydable, fonte, fer, etc. La ferraille non ferreuse est plus chère que le fer ferreux et son assortiment est diversifié. En plus des métaux non ferreux courants, cette liste comprend également la ferraille complexe et le bimétal.
La ferraille est classée de différentes manières, en fonction des régions et des pays. Bien qu’il y ait des normes englobant de nombreux pays comme les normes européennes ou les normes de L’ISRI, de nombreux pays et régions ont aussi un système propre de classification. En Europe les pays suivants possèdent un système propre en plus du système européen : France, Allemagne, Belgique, Espagne, Royaume-Uni… Lors de transactions les normes sont décidées par les différents partis pour correspondre au mieux aux normes qu’ils souhaitent suivre.
Les classifications actuelles existent sous différentes formes :
- classification par la provenance de la ferraille
  - Achat aux particuliers : une facture est émise par le recycleur pour le compte du particulier et le paiement se fait par virement ou par chèque (les espèces sont interdites en France depuis août 2011)
  - Achat aux entreprises ou aux associations : l'association émet une facture (sans TVA, régime de l'autoiquidation ou « Livraison de déchets neufs d’industrie et matières de récupération Art 283-2 sexies du CGI, TVA acquittée par le destinataire) qui sera réglée par le recycleur dans les conditions convenues préalablement (à réception, à 30 jours, par virement, chèque, LCR…)
- classification par le type de déchet : voiture, bâtiments et constructions, électrique, emballage…
- classification par la taille des déchets :
- classification par la composition des déchets : composition chimique du métal, densité, pureté…

Ces classifications sont principalement établies en conséquence des dangers encourus en fonction des différents matériaux.

### Collecte
Les déchets métalliques industriels sont triés en entreprise ou en regroupement sur plate-forme. Ils sont achetés par les recycleurs, soit à des entreprises, soit à des particuliers. Le cours des métaux change chaque mois pour les métaux ferreux (ferraille à cisailler, fonte VF1, fonte VF2…) et chaque jour pour les métaux tels que le cuivre, le zinc, l'aluminium…

### Traitement
Les professionnels du recyclage procèdent aux opérations de collecte et de pré-traitement (compactage, broyage…).
La récupération demande des moyens matériels lourds en investissements (cisailles, broyage, déchiquetage, séparation) pour aboutir à une matière première secondaire dont le prix de vente est incertain.
Selon la dimension des objets, le premier processus appliqué est différent. Les objets les plus volumineux (cuve) sont découpés au chalumeau pour revenir à des dimensions plus faibles (les cuves de carburant doivent d'abord être dégazées). Les pièces longues (poutrelles de construction métallique) passent par la cisaille. Les objets composés essentiellement de tôle (carcasses de voitures) ou de taille modeste (ferraille de ramassage) passent par le broyeur. À la sortie du broyeur, les métaux magnétiques sont prélevés par un électro-aimant. Ensuite, les métaux non ferreux sont prélevés par courant de Foucault.
La récupération des métaux permet des économies de matières premières, mais aussi des économies d'énergie.
Les ferrailles sont utilisées par la sidérurgie et les fonderies de fonte et d'acier. L'acier produit en France provient à 50 % de matières recyclées (soit 70 % du gisement courant disponible dans le pays).

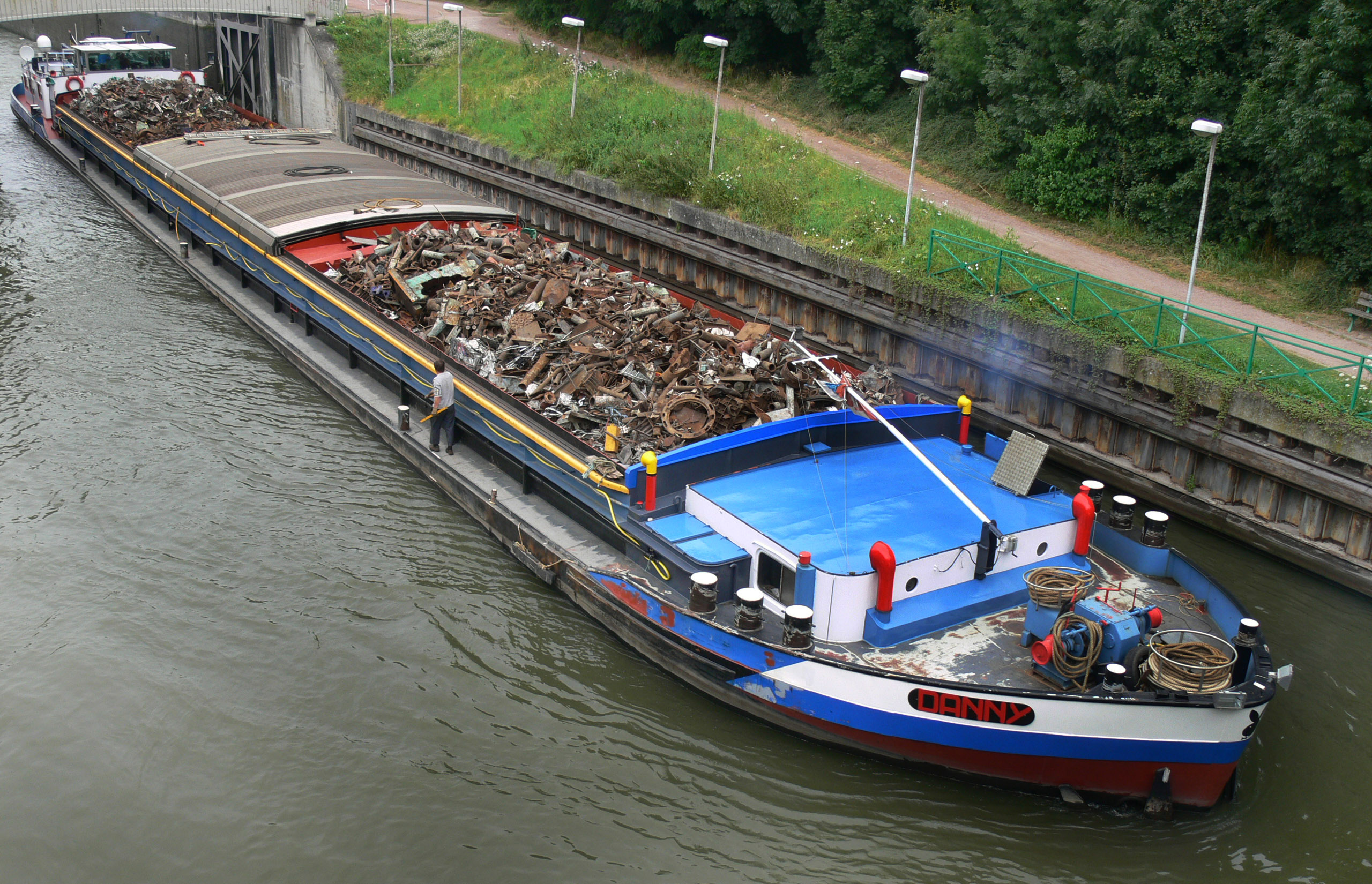
Transport fluvial de ferrailles (sur la Deûle à Lille
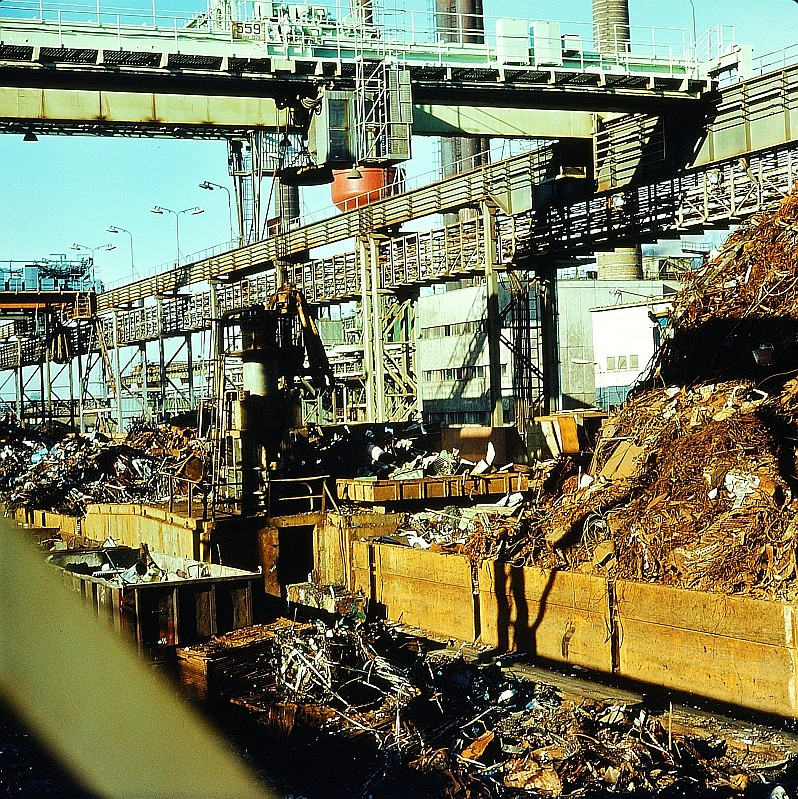
Installations de récupération de métaux à Riesa (Allemagne de l'Est), 1983

### Aspects environnementaux et danger
Le traitement de la ferraille consomme une grande quantité d'électricité. Cependant le traitement de la ferraille pour la réutilisation consomme moins d'énergie que l’extraction et le traitement des métaux dans la nature.
Les différentes méthodes de recyclage causent peu d'émission de poussière, mais produisent des polluants hautement toxiques (oxyde de métaux, furane).
La ferraille peut aussi devenir dangereuse pour son environnement lors de son transport ou de son stockage. La ferraille en elle-même pose peu de problèmes mais en présence d’autre substances comme de l'huile, elle peut devenir dangereuse pour l’environnement.
Un autre danger de la ferraille est la radioactivité. Celle-ci peut être causée par de nombreux facteurs, comme la démolition d’installation ayant utilisé des matériaux radioactifs. Dans le but de diminuer les risques, la radioactivité de la ferraille est systématiquement mesurée.

## Marché de la ferraille

### Présentation
L’exportation de ferrailles américaines a grandi énormément depuis le début de ce siècle. Les marchands sont optimistes concernant les perspectives pour la future demande mondiale, quoique l'effet des exportations sur les prix ne soit pas toujours clair.

### ISRI
L'Institut a été créé concernant le recyclage en tous genre (pas seulement les métaux) ; Il rassemble beaucoup d’informations concernant le marché dans le recyclage, les chiffres de chaque année… Même si l’Institut se veut représentatif dans le monde, le site est axé sur le rôle des États-Unis (étant aussi le premier pays exportateur). Cela montre combien le recyclage (la ferraille en est le principal avec les pneus usés), de par son traitement, son transport et sa vente est complexe et essentiel pour la société actuelle.

### Classement mondial des importateurs et exportateurs

#### 2010
| Classement mondial | Exportateur               | Importateur            |
| ------------------ | ------------------------- | ---------------------- |
| 1                  | USA (20.5Mt en 2010)      | Turquie (19Mt en 2010) |
| 2                  | Allemagne (9.2Mt en 2010) | Chine(4.1Mt en 2011)   |

#### 2014
| Classement mondial | Exportateur              | Importateur            |
| ------------------ | ------------------------ | ---------------------- |
| 1                  | EU-27 (16.85Mt)          | Turquie (19.068Mt)     |
| 2                  | USA (15.34Mt)            | Corée du Sud (8.002Mt) |
| 3                  | Japon (7.351Mt)          | Inde (5.699Mt)         |
| 4                  | Russie (5.689Mt)         | Taïwan (4.272Mt)       |
| 5                  | Canada (4.521Mt)         | USA (4.215Mt)          |
| 6                  | Australie (2.362Mt)      | EU-28 (3.137Mt)        |
| 7                  | Afrique du Sud (1.486Mt) | Chine (2.564Mt)        |

### Par pays

#### Turquie
L'acier turc a été utilisé dans la construction du Burj Khalifa. Les constructeurs automobiles comme Honda, Toyota, Renault ou la Fiat utilisent aussi le matériau. La Turquie a remplacé ses importations américaines de ferraille par une importation européenne occidentale en 2000. Les prix américains et européens étaient essentiellement les mêmes cette année, selon un locuteur à la réunion d'automne 2000 du Bureau de Recyclage International (Bruxelles).

#### Chine
La Chine souhaite modifier sa production d’acier. La ferraille doit peu à peu remplacer les aciers de hauts fourneaux. Ceci permettrait plus d’export de ferraille même si la Chine a prévu qu'avant 2020 elle sera autosuffisante pour la ferraille. Il est dur d'imaginer que la Chine puisse augmenter sa production [d'acier] comme elle le fait et rester indépendante du reste du monde. Une augmentation de 1 % de la production chinoise représente presque 7 millions de tonnes. C'est beaucoup de ferraille que le pays devrait produire en peu de temps. L'année 2030 est plus réaliste que 2020 pour atteindre l'autosuffisance ferreuse, beaucoup de monde croit tout de même, qu’avec un milliard d'habitants et beaucoup de fer à disposition, l'autosuffisance en 2020 peut être atteinte. Alors, en l’espace d’une dizaine d’années la Chine n’importerait presque plus de matière recyclée américaine.

#### USA
Même si ce pays ait été le numéro 1 d’export de ferraille durant les 17 des 20 dernières années, selon l'Association Mondiale D'acier (Bruxelles), des exportations ont grandi significativement en volume et en valeur du fait de l'importance à l'industrie
La proportion exportée s'est élevée de 13 % en 2001 à 32 % en 2011, U.S. Geological Survey (Reston, Va.).
Les prix ont rapidement augmenté de 100 $ à 200 $ - 300 $ et continuent maintenant à monter, typiquement entre 400 $ - 500 $. Les prix plus élevés sont le résultat de demande plus grande. Le marché d’export a causé un changement spectaculaire dans la quantité de demande qu’il y a pour la ferraille et le niveau de concurrence qu’il y a dans n'importe quelle négociation de ce marché.

## En France: installation classée pour la protection de l'environnement
Selon la législation française, les ferrailleurs sont des installations classées pour la protection de l'environnement (ICPE). En effet, ce type d'installation est concerné par la rubrique no 2713 de la nomenclature des installations classées (« installation de transit, regroupement, tri ou préparation en vue de réutilisation de métaux ou de déchets de métaux non dangereux, d'alliage de métaux ou de déchets d'alliage de métaux non dangereux, à l'exclusion des activités et installations visées aux rubriques 2710, 2711, 2712 et 2719. ») :
- Les installations d'une superficie supérieure ou égale à 1 000 m2 sont soumises à enregistrement. Afin de limiter leur impact environnemental, les exploitants de ces installations doivent notamment respecter les prescriptions techniques d'un arrêté ministériel daté du 6 juin 2018[7].
- Les installations d'une superficie supérieure ou égale à 100 m2 et inférieure à 1 000 m2 doivent être déclarées. Afin de limiter leur impact environnemental, les exploitants de ces installations doivent notamment respecter les prescriptions techniques d'un autre arrêté ministériel daté également du 6 juin 2018[8].

L'instruction des demandes d'enregistrement ainsi que le contrôle du respect des prescriptions techniques par les exploitants sont réalisés par l'inspection des installations classées.